# Marty Wilde
Marty Wilde, MBE (* 15. April 1939 in London; eigentlich Reginald Leonard Smith) ist ein britischer Rock-’n’-Roll-Sänger, der in der zweiten Hälfte der 1950er Jahre vor allem durch Cover-Versionen amerikanischer Hits bekannt wurde, etwa Endless Sleep (Original von Jody Reynolds), Donna (von Ritchie Valens), A Teenager In Love (von Dion and the Belmonts) und Sea of Love (von Phil Phillips). Zwischen 1958 und 1961 schafften sechs seiner Singles den Sprung in die britische Top 10.

## Leben und Wirken
Marty Wilde war einer der Stars im Stall des bekannten Londoner Musikmanagers und Konzertveranstalters Larry Parnes. Anfang der 1960er Jahre ließ seine Popularität als Sänger nach, doch erzielte er noch nennenswerte Verkaufszahlen mit Rubber Ball (ursprünglich von Bobby Vee) und Frankie Laines Jezebel. Dafür schrieb Wilde selbst etliche Hits für andere Interpreten, z. B. Jesamine für The Casuals, I’m a Tiger für Lulu und Ice in the Sun für Status Quo.
In den 1980er-Jahren schrieb und produzierte er zusammen mit seinem Sohn Ricky Wilde die Hits seiner Tochter Kim Wilde.
Im Zuge der New Year Honours 2017 wurde Wilde von der britischen Königin als Member des Order of the British Empire ausgezeichnet.

## Diskografie

### Alben
| Jahr | Titel                                                            | Höchstplatzierung, Gesamtwochen, AuszeichnungChartsChartplatzierungen (Jahr, Titel, Platzierungen, Wochen, Auszeichnungen, Anmerkungen) | Anmerkungen |
| Jahr | Titel                                                            | UK | Anmerkungen |
| ---- | ---------------------------------------------------------------- | --- | ----------- |
| 2007 | Born to Rock and Roll                                            | UK19 Silber · (9 Wo.)UK |             |
| 2019 | Dreamboats and Petticoats Presents: The Very Best of Marty Wilde | UK7 (5 Wo.)UK |             |
| 2020 | Running Together                                                 | UK75 (1 Wo.)UK |             |

Weitere Alben
- 1959: Wilde About Marty
- 1960: Marty Wilde – Showcase
- 1960: Versatile Mr. Wilde
- 1961: Bye Bye Birdie
- 1968: Dr. Dolittle
- 1969: Diversions
- 1970: Rock ’n’ Roll
- 1974: Good Rockin’ Then and Now
- 1981: The Wildcat Rocker
- 1994: Solid Gold
- 2003: Wilde About Marty/Showcase

### Singles
| Jahr | Titel Album                  | Höchstplatzierung, Gesamtwochen, AuszeichnungChartplatzierungen (Jahr, Titel, Album, Platzierungen, Wochen, Auszeichnungen, Anmerkungen) | Höchstplatzierung, Gesamtwochen, AuszeichnungChartplatzierungen (Jahr, Titel, Album, Platzierungen, Wochen, Auszeichnungen, Anmerkungen) | Anmerkungen |
| Jahr | Titel Album                  | UK | US | Anmerkungen |
| ---- | ---------------------------- | --- | --- | ----------- |
| 1958 | Endless Sleep                | UK4 (14 Wo.)UK | — |             |
| 1959 | Donna                        | UK3 (18 Wo.)UK | — |             |
| 1959 | A Teenager in Love           | UK2 (17 Wo.)UK | — |             |
| 1959 | Sea of Love                  | UK3 (12 Wo.)UK | — |             |
| 1959 | Bad Boy                      | UK7 (8 Wo.)UK | US45 (8 Wo.)US |             |
| 1960 | Johnny Rocco                 | UK30 (4 Wo.)UK | — |             |
| 1960 | The Fight                    | UK47 (1 Wo.)UK | — |             |
| 1960 | Little Girl                  | UK16 (9 Wo.)UK | — |             |
| 1961 | Rubber Ball                  | UK9 (9 Wo.)UK | — |             |
| 1961 | Hide and Seek                | UK47 (2 Wo.)UK | — |             |
| 1961 | Tomorrow’s Clown             | UK33 (5 Wo.)UK | — |             |
| 1962 | Jezebel                      | UK19 (11 Wo.)UK | — |             |
| 1962 | Every Since You Said Goodbye | UK31 (7 Wo.)UK | — |             |

Weitere Singles
- 1957: Honeycomb
- 1958: No One Knows / Fire of Love
- 1959: All American Boy
- 1959: Blue Moon of Kentucky
- 1961: Sea of Heartbreak
- 1968: By the Time I Get to Phoenix
- 1968: Abergavenny
- 1969: Jesamine
- 1971: The Busker
- 1975: Come Back & Love Me

### Gastbeiträge
| Jahr | Titel Album | Höchstplatzierung, Gesamtwochen, AuszeichnungChartsChartplatzierungen (Jahr, Titel, Album, Platzierungen, Wochen, Auszeichnungen, Anmerkungen) | Anmerkungen                         |
| Jahr | Titel Album | UK | Anmerkungen                         |
| ---- | ----------- | --- | ----------------------------------- |
| 1991 | Sea of Love | UK100 (1 Wo.)UK | mit Phil Phillips and the Twilights |

## Filmografie
- 1959: Jet Storm
- 1961: The Hellions
- 1963: What a Crazy World
- 1974: Stardust